# Space age
Space age – nurt w modzie i wzornictwie lat 60. XX wieku, stworzony w Stanach Zjednoczonych i wyrastający z nadziei i oczekiwań związanych z wyścigiem kosmicznym pomiędzy USA a ZSRR. Do mody wprowadził go m.in. projektant André Courrèges, który w 1964 zaproponował kolekcję "Space Age", w której modelki nosiły hełmy kosmiczne i kombinezony, a styl całości oparty był na geometrycznych kształtach i monochromatycznych wzorach.
Nurt Space age charakteryzował się dominacją kolorów białego i srebrnego, wykorzystaniem futurystycznych i geometrycznych kształtów. Przedmioty wzornictwa nurtu charakteryzowały się błyszczącymi powierzchniami i zaokrąglonymi kształtami. W modzie wykorzystywano nowe rozwiązania, np. użycie rzepów jako zapięcia, tworzono ubrania z plastiku. 
Space age inspirował m.in. Eerio Aarnio, Oliviera Mourgue i Richarda Sappera.